# Stalitochara kabiliana
Stalitochara kabiliana är en spindelart som beskrevs av Simon 1913. Stalitochara kabiliana ingår i släktet Stalitochara och familjen ringögonspindlar.
Artens utbredningsområde är Algeriet. Inga underarter finns listade i Catalogue of Life.